# Estación de Seseña
Seseña es un antiguo apeadero de la línea ferroviaria que une Madrid con Levante y Andalucía, situada en el término municipal de Seseña, en la provincia de Toledo, comunidad autónoma de Castilla-La Mancha. En la actualidad se encuentra cerrado al público después de que en abril de 2007 los trenes dejasen de efectuar parada.

## Situación ferroviaria
Se encuentra en el punto kilométrico 40,8 de la línea férrea de ancho ibérico Madrid-Valencia, entre las estaciones de Ciempozuelos y Aranjuez. Está situado a 501,52 metros de altitud.

## Servicios ferroviarios
Desde la creación del núcleo de Cercanías Madrid en los años 1980 hasta 11 de abril de 2007 efectuaban parada en este apeadero algunos trenes de la línea C-3. El motivo principal del cese del servicio fue la implantación en la línea de los trenes Civia, pues los andenes no eran compatibles con este modelo. Por otra parte, dada su lejanía del casco urbano de Seseña y su escaso servicio, la mayoría de los trenes de la línea no paraba, por lo que la demanda era muy baja. Todo ello contribuyó al cierre de la estación. En 2018, ante el crecimiento poblacional del municipio debido al surgimiento de grandes urbanizaciones residenciales, el ministerio de Fomento confirmaba su voluntad de reformar y reabrir el antiguo apeadero.